# Juan Pablo Silvestre
Juan Pablo Silvestre Ortega (Valladolid, 1947 o 1948) es un comunicador, músico y compositor español. Desde principios del año 2000 y hasta el 13 de noviembre de 2021 dirigió y presentó Mundo Babel en Radio 3. A principios de los años 90 lideró del grupo musical La Boa.

## Trayectoria
Nació en Valladolid en 1947 o 1948, y después de vivir en París y Londres, llegó a Madrid. "Estudié una carrera y de casualidad llegué a la radio, por un malentendido. Lo primero que tuve que hacerme fue una lobotomía, pasar de un lenguaje supuestamente académico al lenguaje que uno escucha en bares."
Desde enero de 1987 a julio de 1991 fue responsable del programa de Radio 3 Escápate mi amor, con Marlene Firis y Alicia Fernández, considerado entre los programas más importantes de la radio musical de la época, incorporando ritmos musicales no anglosajones, especialmente de música latina. Fue el primer espacio en ofrecer una entrevista con Juan Luis Guerra, donde estrenó "Ven devórame otra vez" de Lalo Rodríguez y programó música de Celia Cruz, Joe Arroyo, Willie Colón, Wilfrido Vargas, etc. además de flamenco, folclores árabe y africano, etc.
También fue responsable de programas como El sonido de la ciudad, Bailando en las calles (RNE1), Pijama para tres, o Red Babel (RNE3), 
En 2006 puso en marcha el primer concurso de podcasts de España en Mundo Babel.
En 2014 publicó Mi querida Babel, un libro con escritos de 64 mujeres.

## Trayectoria musical
A principios de los años 90 lideró el grupo La Boa formado por Juan Pablo Silvestre (voz), Esperanza (voz), Ángel Martí (bajo), Arturo (guitarra), Alberto Gambino (piano), Tito Romero (guitarra española) y Seido (percusión).  La Boa fue pionero como grupo de música mestiza que unía el rock, la rumba flamenca y los sones latinos.  En 1989 el grupo publicó el vinilo "La Sombra" con Pedro Burruezo (Claustrofobia) como invitado especial.
Como escritor de canciones ha sido versionado por diversos artistas. En 1992 compuso "La noche de la iguana”, una canción que comenzó su camino como una dedicatoria al pueblo saharaui, luego extendida a otros en la misma situación, canción versionada entre otros por Lucrecia. En 1998 colaboró con sus letras en el disco de María Salgado "Siete modos de guisar las berenjenas". Es también el creador de "Mi querida Babel", con la colaboración de Eliseo Parra, canción de apertura de "Mundo Babel" el programa que dirigió desde 2000 a 2021.